# First Division 1913/1914
Dvacátý šestý ročník First Division (1. anglické fotbalové ligy) se konal od 1. září 1913 do 27. dubna 1914.
Sezonu vyhrál již podruhé ve své klubové historii Blackburn, který vyhrál po dvou letech. Nejlepším střelcem se stal hráč Middlesbrough George Elliott který vstřelil 32 branek.